# 馬布爾鎮區 (阿肯色州薩林縣)
馬布爾鎮區（英語：Marble Township）是位於美國阿肯色州薩林縣的一個行政鎮區。

## 地方資料
馬布爾鎮區的面積為87.90平方千米，當中陸地面積為83.88平方千米，而水域面積為4.02平方千米。根據2010年美國人口普查的數據，當地共有人口4887人，而人口密度為每平方千米55.6人。